# Інститут досліджень діаспори
Інститут досліджень діаспори — громадська неприбуткова організація, заснована в травні і зареєстрована в липні 1994 р.; один із виконавців заходів Національної програми «Закордонне українство» на період до 2005 року та Державної програми співпраці з закордонними українцями на період до 2010 року.

## Діяльність
Метою діяльности Інституту є організація та здійснення досліджень закордонного українства та діаспор в Україні задля висвітлення питань їхніх історії та сьогодення; надання українцям зарубіжжя та представникам національних меншин в Україні допомоги в задоволенні їхніх національно-культурних та інформаційних потреб.
В Інституті створюють довідникові видання з діаспорної тематики (зокрема, інформаційні каталоги, бібліографічні покажчики та біобібліографічні довідники; збірки матеріалів круглих столів та конференцій), проводять круглі столи, конференції, семінари з питань закордонного українства та діаспор в Україні.
З 1999 р. Інститут проводить міжнародний фестиваль «Нашого цвіту — по всьому світу», заходами якого є конкурси відеофільмів та «мас-медійний», конференції, «круглі столи», дарування вітчизняним та закордонним державним і громадським інституціям власних видань тощо.
З 2003 ІДД реалізує гуманітарний проєкт «Місця пам'яти на мапі України», від 2013 р. — купно з Асоціацією етнічних журналістів Європи Runa Media — гуманітарний проєкт «Україна — Литва: спогади про майбутнє».
Директори Інституту: Богдан Горинь (1994—1996), Ігор Винниченко (від 1996).

## Видання Інституту
Друкований орган Інституту: «Вісник ІДД»; упродовж 1995—2007 років видано 12 чисел «Вісника».
Інформаційні каталоги:
- «Зарубіжне українство» (1997)
- «Зарубіжне українство 1999» [Архівовано 10 червня 2020 у Wayback Machine.] (1999)
- «Закордонне українство» (2001)
- «Закордонне українство 2003» (2004)
- «Українські організації в країнах Заходу» (2004)
- «Закордонне українство 2011» (2011)

бібліографічні покажчики:
- «Українське зарубіжжя (1900 — грудень 1999  р.)» (1999)
- «Українське зарубіжжя (1900 — травень 2002 р.)» (2002)
- «Українське зарубіжжя: Бібліографічний покажчик (1900 — серпень 2006 р.)» (2006)

біо-бібліографічні довідники:
- «Німці в Україні» (2011)

інформаційно-бібліографічні покажчики:
- «Україна поліетнічна» (2003)
- «Національні меншини в Україні» (2000; 2003)
- «Закордонні українці: інформаційно-бібліографічний покажчик» (2005)

збірки матеріалів «круглих столів»:
- «Українська діаспора та сучасна еміграція з України: проблеми взаємин» (2001)
- «Четверта хвиля еміграції: регіональні особливості» (2002)
- «Економічна еміграція з України: причини і наслідки» (2003)

збірки матеріалів конференцій:
- «Україна — Латвія: історія, культура, економіка» (2007)
- «Українці в Естонії: вчора, сьогодні, завтра» (2008)
- «Україна — Естонія: історія, культура, економіка» (2014)
- «Туризм та курорти: досвід Ізраїлю для України» (2018)
- «Україна — Вірменія: історія, культура, туризм» (2020)
- «Міський туризм: реалії, виклики, перспективи» (2020)
- «Фортифікації в туризмі: потенціал, стан, промоція, інновації» (2021)
- «Україна — Литва: історичні, мовно-культурні та туристські паралелі» (2021)
- «Британські адреси Півдня України» (2021)
- «Психологія та туризм» (2022)
- «Війна та туризм» (2022)
- «Україна — Литва: історичні, мовно-культурні та туристські паралелі» (2023)
- «Сакральне та туризм» (2023)
- «Замки та палаци в туризмі» (2023)
- «Закордонне українство: від дослідження історії до прогнозу розвитку» (2024)
- «Україна — Литва: історичні, мовно-культурні та туристські паралелі» (2024)

1. ↑  http://mihrantua.narod.ru/xvila5.htm [Архівовано 5 березня 2016 у Wayback Machine.]

### Мас-медії про ІДД
- Винниченко І. Інститут на громадських засадах // Український вчений (додаток до тижневика «Освіта»(Київ). — 1994. — 21 серпня.
- Винниченко І. Допоможемо собі самі? // Вісті з України (Київ). — 1994. — № 43.
- Винниченко І. Створюється атлас про співвітчизників // Вісник (Вінніпеґ, Канада). — 1995. — Ч. 12; Червоний промінь (Суми). — 1995. — 10 листопада; Вісті Рівненщини (Рівне). — 1995. — 14 листопада; Українське слово (Київ). — 1995. — 7 грудня; Наша газета (Луганськ). — 1995. — 16 грудня; Буковинське віче (Чернівці). — 1996. — 6 січня; Вільне слово (Рівне). — 1996. — 17 січня.
- Винниченко І. Атлас про співвітчизників // Вісті з України. — 1995. — № 37.
- Винниченко І. Атлас нашого народу // Вечірній Київ (Київ). — 1996. — 23 січня.
- Винниченко І. Створюємо атлас про діаспору // Волинь (Луцьк). — 1996. — 18 січня.
- Винниченко І. Нове видання про українців зарубіжжя // Вечірній Київ. — 1996. — 2 березня.
- Винниченко І. Працюємо із надією // Українська думка (Лондон, Велика Британія). — 1996. — 8 серпня; Вільна думка (Лідкомб, Австралія). — 1996. — Ч. 51-52 (18-25.12); Наше слово (Варшава, Польща). — 1997. — 12 січня, 19 січня.
- Винниченко І. Створюється атлас «Українці у світі» // Християнський голос (Мюнхен, ФРН). — 1996. — 21 квітня.
- Винниченко І. «Зарубіжне українство»// Голос України (Київ). — 1998. — 5 травня.
- Винниченко І. Як не допоможемо собі самі, не нарікаймо згодом на інших // Церква і життя (Мельборн, Австралія). — 1998. — Ч. 19 (3-9.05); Вільна думка (Лідкомб, Австралія). — 1998. — № 20 (18-24.05)
- Винниченко І. Допомога Українського Братського Союзу (США) // Вечірній Київ (Київ). — 1998. — 4 липня.
- Винниченко І. Інститут досліджень діяспори готує довідник діяспори // Хлібороб (Куритиба, Бразилія). — 1998. — № 289 (липень)
- Винниченко І. Допомогли українці США // Українське слово (Київ). — 1998. — 6 серпня.
- Винниченко І. Допоможіть собі самі // Урядовий кур'єр (Київ). — 1998. — 27 жовтня.
- Винниченко І.Міжнародний фестиваль «Нашого цвіту — по всьому світу» // Християнський голос (Мюнхен, Німеччина). — 1999. — Ч. 23; Церква і життя (Мельборн, Австралія). — 1999. — Ч. 45 (22-20.11).
- Орел М. Ми хочемо, аби вони нас захотіли. Українська ж діаспора любить платонічно // Україна молода (Київ). — 1999. — 16 жовтня.
- Винниченко І.Кінофестиваль «Нашого цвіту — по всьому світу» // Урядовий кур'єр. — 1999. — 5 листопада.
- Винниченко І.Зарубіжне українство // Урядовий кур'єр (Київ). — 1999. — 23 листопада.
- Винниченко І.Один видали, другий готують // Голос України (Київ). — 1999. — 4 грудня.
- Винниченко І.Фестиваль «Нашого цвіту — по всьому світу»: перші кроки // Українські вісті (Детройт, США). — 1999. — 5 грудня.
- Винниченко І.Довідник про українців зарубіжжя // Український форум (Київ). — 1999. — № 39-40.
- Винниченко І.Фестиваль «Нашого цвіту — по всьому світу» // Свобода (Парсіппані, США) — 1999. — 10 грудня; Українська думка (Лондон, Велика Британія). — 1999. — 16 грудня; Український форум (Київ). — 1999. — 10 листопада.
- Винниченко І. Каталог про діяспору чекає спонзорів // Свобода (Парсіппані, США). — 1999. — 23 квітня.
- Винниченко І. Щедрий дар Консисторії УПЦ в США // Новий шлях (Торонто, Канада). — 1999. — 24 квітня; Свобода (Парсіппані, США). — 1999. — 30 квітня.
- Винниченко І. Інформація, потрібна всім // Християнський голос (Мюнхен, Німеччина). — 1999. — Ч. 99; Церква і життя (Мельборн, Австралія). — 1999. — Ч. 17 (3-9.05)
- Винниченко І. Винниченко І. Що ми знаємо про українців зарубіжжя // Хрещатик (Київ). — 1999. — 16 вересня.
- Винниченко І. Важливі проекти Інституту досліджень діаспори // Український форум (Київ). — 1999, 24 серпня — 16 вересня.
- Винниченко І. Інститут досліджень діаспори: здобутки та плани // Наше слово (Варшава, Польща). — 1999, 3 жовтня; Християнський голос (Мюнхен, ФРН). — 1999. — № 16; Українські вісті (Детройт, США). — 1999, 26 грудня; Америка (Філадельфія, США). — 1999, 9 жовтня.
- Дзюба І. Фестиваль назве й переможців конкурсу літературних сценаріїв // Український форум (Київ). — 1999. — 9 грудня.
- Voronowycz R. Video-film contes aims to increase knowledge about Ukrainians worldwide // The Ukrainian Weekly (Parsippanny, USA). — 2000. — 23 january.
- Винниченко І. Здобутки та плани Інституту досліджень діаспори // Новий шлях (Торонто, Канада). — 2000, 5-12 вересня.
- Voronowycz R. Ukrainian international film festival announces prize-winners // The Ukrainian Weekly (Parsippanny, USA). — 2001. — 11 february.
- Брязгунов Ю. «Нашого цвіту — по всому світу» // Молодь України (Київ). — 2001. — 20 березня.
- Дубовик О. Бо багацько нас є… // Столиця (Київ). — 2001. — № 11.
- Брязгунов Ю. Хвилі еіграції та вітчизняні рифи // Молодь України. — 2001. — 1 червня.
- Дослідження діаспори, і не лише української // Міжнаціональний конгрес Злагода (Київ). — 2001. — № 8.
- Ілляш І. Пишуть про себе — читають про інших // Голос України (Київ). — 2001. — 16 жовтня.
- Хомяк Р. Газети, відзначені за тему світового українства // Свобода (Парсіппанні, США). — 2001. — 19 жовтня.
- Піскун О. «Нашого цвіту — по всьому світу». Міжнародний фестиваль під такою назвою започатковано два роки тому. Його мета — сприяти піднесенню рівня національної самосвідомості українців, де б вони не жили //Молодь України (Київ). — 2001. — 23 жовтня.
- Михайленко А. Відзначено переможців // Вільна думка (Лідкомб, Австралія). — 2001. — Ч. 47-48 (19.11-2.12)
- Терещенко М. Нашого цвіту — по всьому світу // Культура і життя (Київ). — 2002. — 6 лютого.
- Винниченко І. Альманах «Визначні постаті закордонного українства» // Свобода (Парсіппанні, США). — 2002. — 27 вересня.
- Винниченко І. Варті, тож шануймося // Українське слово (Київ). — 2002. — Ч. 33 (15-21.08)
- Винниченко І. Очікуємо на «діяспорні» фільми й добродійників // Народна воля (Скрентон, США). — 2002. — 12 січня.
- Винниченко І.Очікуємо на «діяспорні» фільми // Гомін України (Торонто, Канада). — 2002. — 23 вересня; Свобода (Парсіппанні, США). — 2002. — 20 вересня.
- Сергієнко Т. «Нашого цвіту — по всьому світу» // Літературна Україна (Київ). — 2002. — 11 квітня.
- Хомяк Р. Клопіт з діяспорою // Свобода (Парсіппанні, США). — 2002. — травня.
- Брязгунов Ю. Україна — діаспорі, діаспора — Україні // Молодь України. — 2002. — 21 травня, 23 травня.
- Винниченко І. Ветерани-дивізійники — українському війську // Церква і життя (Мельборн, Австралія). — 2002. — № 13.
- Росляк Р. «Українське зарубіжжя» // Народна армія (Київ). — 2002. — 18 червня.
- Стадник Н. Нові видання [Бібліографічний покажчик «Українське зарубіжжя»] // Шлях перемоги (Київ). — 2002. — Ч. 29 (11-17.07)
- Янкова Н. Хто такі «емігранти четвертої хвилі»? // Молодь України (Київ). — 2002. — 3 вересня.
- Маргалик В. Четверта хвиля весь світ залила // Україна молода (Київ). — 2002. — 3 вересня.
- Якунов Е. Chao, Украина, sorry // Киевские ведомости (Київ). — 2002. — 4 сентября, 5 сентября.
- Пелих Н. Цілими сім'ями, а то й селами — на заробітки! // Хрещатик (Київ). — 2002. — 5 вересня.
- Винниченко І. Про Україну — не лише через Чорнобиль // Вільна думка (Лідкомб, Австралія). — 2002. — Ч. 41-42 (7-20.10)
- Винниченко І. Четверта хвиля еміграції // Робітнича газета (Київ). — 2003. — 6 лютого.
- Винниченко І. Подарунок бібліотекам // Народна армія (Київ). — 2003. — 8 лютого.
- Винниченко І. Дарування діаспорних видань — черговий захід фестивалю // Хлібороб (Бразилія). — 2003. — № 346.
- Винниченко І. Про етнічну палітру України — закордонним українцям // Наше слово (Варшава, Польща). — 2003. — 28 вересня.
- Винниченко І. Про сучасну емігарцію з України — українцям зарубіжжя // Церква і життя (Мельборн, Австралія). — 2003. — № 20; Хлібороб (Бразилія). — 2003. — № 351.
- Винниченко І. Нас об'єднала Україна // Оранта (Київ). — 2003. — № 2.
- Винниченко І. Діяльність Інституту досліджень діаспори // Особисті книжкові колекції та особові фонди діячів української діаспори в бібліотеках та архівах України. Збірник матеріалів конференції. — К.,2004.
- Винниченко І. Засадничість Альманаху про видатних українців // Народна воля (Скрентон, США). — 2004. — 8 січня.
- Винниченко І. Альманах працюватиме на «прославлення нашої незалежної Батьківщини — України та на користь усього українства» // Українська думка (Лондон, Велика Британія). — 2004. — 12 лютого.
- Дизайн тренинг-семинара «Методика моделирования выставки» // BIZ-Bote. — 2004. — Nr. 2. — С. 17.
- Мазорчук В. Про етнічне розмаїття України // Моя Батьківщина. Моя родина (Київ). — 2004. — № 3 (лютий).
- Винниченко І. Фестивальні фільми — українцям Москви // Наша газета (Загреб, Хорватія). — 2004. — 13 червня.
- Винниченко І. Із праці Інституту досліджень діаспори // Народна воля (Скрентон, США). — 2004. — 17 червня.
- Мазорчук В. Про закордонне українство — широкому загалу // Урядовий кур'єр (Київ). — 2005. — 15 січня; Молодь України (Київ). — 2005. — 6 січня.
- Винниченко І. Рішення ради Альманаху // Церква і життя (Мельборн, Австралія). — 2005. — № 3 (24.01-6.02).
- Винниченко І. Українці Балтії про минуле, сьогодення та майбуття // Церква і життя (Мельборн, Австралія). — 2005 — № 26-27 (5.12-31.12).
- Винниченко І. Українці Балтії: минуле, сьогодення та майбуття // Наше слово (Варшава, Польща). — 2006. — 8 січня.
- Винниченко І. Актуальні джерела про закордонне українство // Церква і життя (Мельборн, Австралія). — 2006. — № 4 (06.02-19.02).
- Винниченко І. Держава підтримає проєкти. Частково // Церква і життя (Мельборн, Австралія). — 2006. — № 10 (1.05-14.05).
- Винниченко І. Приклад, гідний наслідування закордонними співвітчизниками // Наше слово (Варшава, Польща). — 2006. — 29 жовтня.
- Винниченко І. Чергове число «діяспорного» Вісника // Вільна думка (Лідкомб, Австралія). — 2007. — Ч. 15-17.
- Винниченко І. Праця про українців Сочі чекає на благодійників // Новий шлях (Торонто, Канада). — 2007. — 21 червня.
- Винниченко І. Започатковано українсько-латвійський науковий діалог // Церква і життя (Мельборн, Австралія). — 2007. — № 17 (12.11-25.11).
- Винниченко І. Науковий діалог успішно продовжується // Моя Батьківщина — Моя Родина (Харків). — 2007. — № 34 (1-10.12).
- Винниченко І. Українці Естонії: найстарші і найактивніші // Український форум (Київ). — 2008. — № 5-6.
- Винниченко І. За кращою долею // Українська газета плюс (Київ). — 2008. — № 45 (18-31 грудня).
- Винниченко І. Шануймося, й нас шануватимуть // Церква і життя (Мельборн, Австралія). — 2009. — № 5 (02.03-22.03).
- Винниченко І. Широкому загалові — про українців Естонії // Гомін України (Торонто, Канада). — 2009. — 28 квітня.
- Винниченко І. Уболівальників «озброять» путівниками // Урядовий кур'єр (Київ). — 2011. — 27 січня. — С. 13 (http://www.ukurier.gov.ua/media/documents/2012/02/27/2011_27_02_15_evro_8.pdf)
- Мазорчук В. Київські адреси Майроніса — вільнюські адреси Кобзаря // Урядовий кур'єр (Київ). — 2013. — 30 березня (http://ukurier.gov.ua/uk/news/kiyivski-adresi-majronisa-vilnyuski-adresi-kobzary/p/ [Архівовано 18 жовтня 2014 у Wayback Machine.])
- Посол України в Литовській Республіці Валерій Жовтенко провів зустріч з директором Інституту досліджень діаспори Ігорем Винниченком
- Внесок української діаспори Канади та країн Латинської Америки в розвиток економіки і культури незалежної України (1991—2005 рр.) (http://enpuir.npu.edu.ua/handle/123456789/1676)
- Винниченко І. Як стати привабливими для гостей // Урядовий кур'єр (Київ). — 2016. — 2 квітня. — С. 7. (http://ukurier.gov.ua/uk/news/yak-stati-privablivimi-dlya-gostej/ [Архівовано 14 квітня 2016 у Wayback Machine.])
- Винниченко І. Усе про угорців в Україні // Урядовий кур'єр (Київ). — 2017. — 23 лютого. — С. 8. (https://ukurier.gov.ua/uk/news/use-pro-ugorciv-v-ukrayini/ [Архівовано 25 лютого 2017 у Wayback Machine.])
- Винниченко І. Україна розвиватиме воєнний туризм // Свобода (Парсіппані, США). — 2020. — 14 лютого (http://www.svoboda-news.com/svwp/wp-content/uploads/current-pdf/Svoboda-2020-07.pdf)
- Винниченко І. Відбулась конференція «Україна — Литва» // Свобода (Парсіппані, США). — 2021. — 25 листопада (http://www.svoboda-news.com/svwp/wp-content/uploads/current-pdf/Svoboda-2021-48.pdf)
- Винниченко І. Вшанували плідну діяльність британця // Свобода (Парсіппані, США). — 2021. — 10 грудня. (http://www.svoboda-news.com/svwp/wp-content/uploads/current-pdf/Svoboda-2021-50.pdf)
- Винниченко І. Почесні звання громадського діяча // Свобода (Парсіппані, США). – 2022, 6 січня (https://svoboda-news.com/svwp/почесні-звання-громадського-діяча)
- Винниченко І. Міжнародна конференція з психології туризму // Свобода (Парсіппані, США). – 2022, 16 червня (https://svoboda-news.com/svwp/міжнародна-конференція-з-психології)
- Винниченко І. Вели мову про туризм в умовах війни // Свобода (Парсіппані, США). – 2022, 24 листопада (https://svoboda-news.com/svwp/вели-мову-про-туризм-в-умовах-війни)
- Винниченко І. Міжнародна конференція „Сакральне та туризм“ // Свобода (Парсіппані, США). – 2023, 12 травня. – С. 16. (http://www.svoboda-news.com/svwp/wp-content/uploads/current-pdf/Svoboda-2023-19.pdf)
- Винниченко І. Конференція про сакральність українства // Наше слово (Варшава). – 2023, 28 травня. – С. 5 (https://nasze-slowo.pl/news/konferencziya-pro-sakralnist-ukrayinstva/)
- Винниченко І. Найдавніша Лавра України // Свобода (Парсіппані, США). – 2023, 7 липня. – С. 6 (http://www.svoboda-news.com/svwp/wp-content/uploads/current-pdf/Svoboda-2023-38.pdf)
- Винниченко І. Міжнародна конференція «Україна – Литва» // Свобода (Парсіппані, США). – 2023, 8 вересня. – С. 5, 7 (http://www.svoboda-news.com/svwp/wp-content/uploads/current-pdf/Svoboda-2023-36.pdf)
- Винниченко І. Замковий та палацовий туризм // Свобода (Парсіппані, США). – 2023, 14 грудня
- Винниченко І. Видано матеріяли міжнародної науково-практичної конференції // Свобода (Парсіппані, США). – 2024, 10 травня. – С. 15, 17
- Винниченко І.  Науковці та громадські діячі - про закордонне українство // Наше слово (Варшава, Польща). – 2024, 12 травня. – С. 8, 9